# Robert Hackelöer-Köbbinghoff

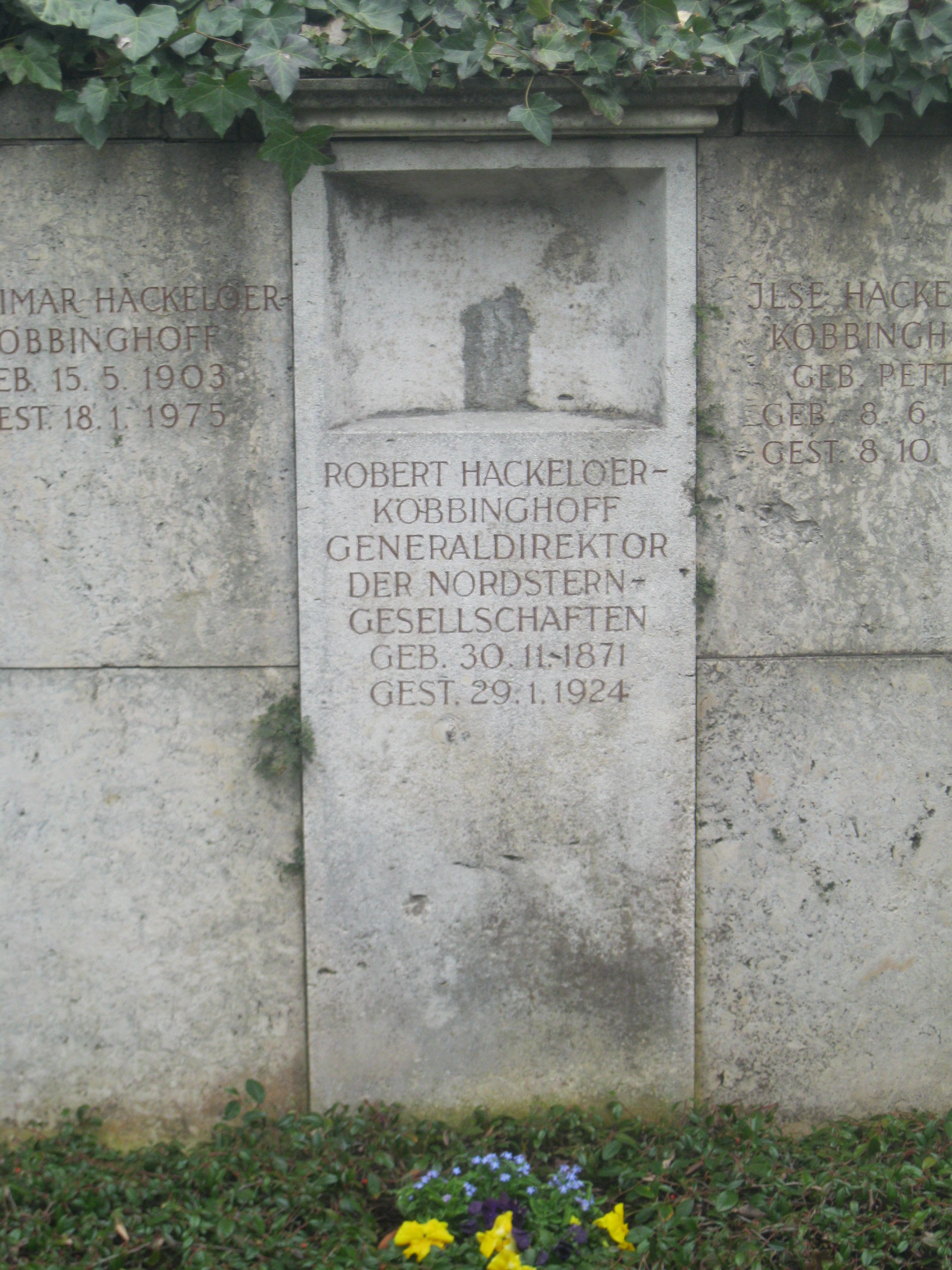
Grabstein auf dem Friedhof Dahlem

Robert Hackelöer-Köbbinghoff (* 30. November 1871 Gut Köbbinghoff, Kreis Soest; † 29. Januar 1924 Berlin-Dahlem) war ein deutscher Manager in der Versicherungswirtschaft, von 1909 bis zu seinem Tod leitete er als Generaldirektor den Nordstern-Versicherungskonzern.

## Wirken im Nordstern-Konzern
In den 15 Jahren unter seiner Leitung stieg der Nordstern-Konzern zu einem der größten Versicherer in Deutschland auf, überstand den Ersten Weltkrieg und die Hyperinflation.
Die Nordstern-Unfallversicherung gab nach dem Amtsantritt von Hackelöer-Köbbinghoff das Kleinlebensversicherungsgeschäft auf. Mit dieser strategischen Entscheidung entfiel die soziale Zielsetzung der Gesellschaft und die damit verbundene Dividendenbeschränkung.
Der Erste Weltkrieg brachte für die Versicherungsbranche neue Probleme mit sich. Im Sachversicherungsgeschäft waren Kriegsschäden vertragsgemäß ausgeschlossen, aber nicht im Lebensversicherungsgeschäft. Auf Anregung von Hackelöer-Köbbinghoff gründeten die deutschen Lebensversicherungsgesellschaften gemeinsam die Bank Deutscher Lebensversicherungs-Gesellschaften. Diese sollte im Fall hoher Fälligkeiten von Lebensversicherungen durch Kriegstote die langfristigen Anlagen (insbesondere Hypotheken) der Versicherungsgesellschaften ankaufen und kurzfristig Liquidität bereitstellen. Die Finanzausstattung der Nordstern war jedoch ausreichend, so dass diese Mittel nicht in Anspruch genommen werden mussten.
Die mit der kriegsbedingten Aufgabe der Golddeckung einsetzende, sich nach Kriegsende von Jahr zu Jahr verschärfende Inflation verursachte in der Sachversicherung eine massive Unterversicherung. Vor allem aber verloren die Geldanlagen der Versicherungen massiv an Wert. Die Nordstern unter Hackelöer-Köbbinghoff unterschätzte diese Gefahren deutlich. So fiel auch eine Entscheidung, die für das Unternehmen existenzgefährdend war: 1920 erwarb die Nordstern die Teutonia-Versicherungsgesellschaft mit Sitz in Leipzig. Diese hatte ein bedeutendes Auslandsgeschäft, darunter einen Bestand von 28 Millionen Schweizer Franken, der nur mit 1,16 Millionen Franken kongruent abgesichert war. Die Nordstern selbst hatte vorher kein Valutenrisiko in den Büchern gehabt. In den Folgejahren brach der Kurs der Mark gegenüber dem Franken inflationsbedingt ein, die Nordstern musste aber weiter die hohen Verpflichtungen in Auslandswährung bezahlen.
Dies erforderte eine Verbesserung der Kapitalausstattung. Nach umfangreichen Verhandlungen mit verschiedenen Unternehmern gelang es Hackelöer-Köbbinghoff 1923, Hugo Stinnes von einer Beteiligung zu überzeugen. Stinnes übernahm ein Aktienpaket im Nominalwert von 22,5 Millionen Mark, das aus einer Kapitalerhöhung hervorging. Auch sollte die Nordstern durch diese Verflechtung von den internationalen Beziehungen des Stinnes-Konzerns profitieren. Nach Hackelöer-Köbbinghoffs Tod baute Stinnes seine Beteiligung zu einer Aktienmehrheit aus.
1924 wurde Hans Riese als Nachfolger von Hackelöer-Köbbinghoff Generaldirektor.

## Weiteres
Hackelöer-Köbbinghoff war – zuletzt mit dem Titel eines Geheimen Regierungsrats – ständiges Mitglied des Kaiserlichen Aufsichtsamts für Privatversicherung.
1922 ließ er sich auf dem Grundstück Riemeisterstraße 38 in Berlin-Dahlem nach einem Entwurf der renommierten und mehrfach für die Nordstern tätigen Berliner Architekten Paul Mebes und Paul Emmerich ein Wohnhaus bauen. Er liegt auf dem Friedhof Dahlem begraben.